# Давид Налбандијан
Давид Налбандијан (шп. David Nalbandian; Кордоба, 1. јануар 1982) бивши је професионални аргентински тенисер.
Играо је полуфинала свих гренд слемова, а има и једно финале (Вимблдон 2002). У каријери је освојио 11 турнира од којих су два из Мастерс серије. Налбандијан је један од ријетких тенисера који је успео да на истом турниру победи Рафаела Надала и Роџера Федерера, а то му је полазило за руком чак два пута. Једини је тенисер који је на истом турниру успео да победи Надала, Ђоковића и Федерера.
Дана 1. октобра 2013. године објавио је да се повлачи због повреде рамена.
Почетком 2021. године постао је тренер српског тенисера Миомира Кецмановића.

## Гренд слем финала

### Појединачно 1 (0-1)
| Исход     | Година | Турнир   | Подлога | Противник    | Резултат      |
| Финалиста | 2002   | Вимблдон | Трава   | Лејтон Хјуит | 1–6, 3–6, 2–6 |

## Мастерс куп финала

### Појединачно 1 (1-0)
| Исход    | Година | Турнир      | Подлога | Противник     | Резултат                          |
| Победник | 2005.  | Мастерс куп | Тврда   | Роџер Федерер | 6–7(4), 6–7(11), 6–2, 6–1, 7–6(3) |